# Cyphon palmi
Cyphon palmi is een keversoort uit de familie moerasweekschilden (Scirtidae). De wetenschappelijke naam van de soort werd in 1949 gepubliceerd door Nyholm.